# Beverly Kenney
Beverly Kenney (Harrison (New Jersey), 29 januari 1932 – New York, 13 april 1960) was een Amerikaanse jazzzangeres.

## Biografie
Beverly Kenney werkte aanvankelijk als zangeres voor de onderneming Western Union, die via de telefoon verjaardagswensen zong. Na haar verhuizing naar New York nam ze in 1954 een demotape op met de pianist Tony Tamburello. Deze song verscheen pas in 2006 onder de titel Snuggled on Your Shoulder. Aan het eind van het jaar verhuisde ze naar Miami, waar ze een verbintenis had in de Black Magic Room. Daar werd ze gehoord door Jimmy en Tommy Dorsey, die haar meenamen op tournee in hun orkest.
Na meerdere maanden met de Dorsey Brothers Band keerde ze terug naar New York, waar ze cluboptredens had met George Shearing, Don Elliott en Kai Winding. Na een korte tournee door het midwesten met Larry Sonn tekende ze een platencontract bij Roost Records en bracht ze in 1956 haar eerste album uit. Bij haar volgende lp Come Swing with Me werd ze begeleid door Ralph Burns en Jimmy Jones. Na een derde album voor Roost Records in 1957 wisselde ze naar Decca Records, waar ze tussen 1958 en 1960 drie verdere lp's inspeelde.
Kenney genoot een grote erkenning bij de critici, maar kreeg echter weinig erkenning bij het brede publiek, hetgeen ze in de dominerende rock-'n-roll zag bevestigd. Haar aversie tegen de actuele trend ging zo ver, dat ze de song I Hate Rock & Roll componeerde, waarmee ze in mei 1958 optrad in de Steve Allen Show. Na de scheiding van haar partner Milton Klonsky eind jaren 1950 begaf ze zich emotioneel op afstand van vrienden en familie.
Terwijl Kenney in de Verenigde Staten in de vergetelheid geraakte, genoot ze na haar dood een cultstatus in Japan, waar de meeste van haar lp's verschenen als cd.

## Overlijden
Beverly Kenney overleed op 13 april 1960 op 28-jarige leeftijd. Ze pleegde zelfmoord met een combinatie van alcohol en Seconal.

## Discografie
- 1956: Beverly Kenney Sings for Johnny Smith (Roost Records)
- 1956: Come Swing with Me (Roost Records)
- 1957: Beverly Kenney Sings with Jimmy Jones & the Basie-ites (Roost Records)
- 1958: Beverly Kenney Sings for Playboys (Decca Records)
- 1959: Born to be Blue (Decca Records)
- 1960: Like Yesterday (Decca Records)
- 1954: Snuggled on Your Shoulder (SSJ Records, ed. 2006; bevat de demo-opnamen van 1954)

- International Standard Name Identifier: 0000 0000 2673 9568
- Library of Congress Control Number: no98006476
- MusicBrainz: b3469f7b-3423-4d20-85e3-71775328f211
- SNAC: w6cm2v7p
- Virtual International Authority File: 35992369
- WorldCat: E39PBJr7VTWGQtqhHc3BYxrjG3